# Xanthomyrtus splendens
Xanthomyrtus splendens är en myrtenväxtart som beskrevs av Neil Snow och W.N.Takeuchi. Xanthomyrtus splendens ingår i släktet Xanthomyrtus och familjen myrtenväxter. Inga underarter finns listade i Catalogue of Life.